# Ökengoffersköldpadda
Ökengoffersköldpadda (Gopherus agassizii) är en sköldpaddsart som beskrevs av Cooper 1863. Arten ingår i släktet Gopherus och familjen landsköldpaddor. IUCN kategoriserar den globalt som sårbar. Inga underarter finns listade i Catalogue of Life.
Arten förekommer i sydvästra USA och nordvästra Mexiko, inklusive halvön Baja California.